# 延斯·马丁·克努森
延斯·马丁·克努森（丹麥語：Jens Martin Knudsen，1930年10月12日—2005年2月17日），丹麦天体物理学家。